# David Greszczyszyn
David Greszczyszyn –conocido como Dave Greszczyszyn– (Brampton, 18 de septiembre de 1979) es un deportista canadiense que compite en skeleton.
Ganó dos medallas de plata en el Campeonato Mundial de Skeleton, en los años 2019 y 2020.

## Palmarés internacional
| Campeonato Mundial | Campeonato Mundial   | Campeonato Mundial | Campeonato Mundial |
| Año                | Lugar                | Medalla            | Prueba             |
| ------------------ | -------------------- | ------------------ | ------------------ |
| 2019               | Whistler (Canadá)    | Medalla de plata   | Equipo mixto       |
| 2020               | Altenberg (Alemania) | Medalla de plata   | Equipo mixto       |